# Edgeworthia papierodajna
Edgeworthia papierodajna (Edgeworthia chrysantha) – gatunek rośliny z rodziny wawrzynkowatych. Występuje w Japonii i w Chinach.

## Morfologia
Jest krzewem posiadającym skórzaste, podługowatoeliptyczne lub lancetowate liście. Zebrane są w szczytowej części gałązek. Kwiaty pachnące w kolorze żółtym, zebrane w główki. Owocem jest pestkowiec.

## Zastosowanie
Łyko rośliny służy do wyrobu papieru o nazwie papier mitsumata.

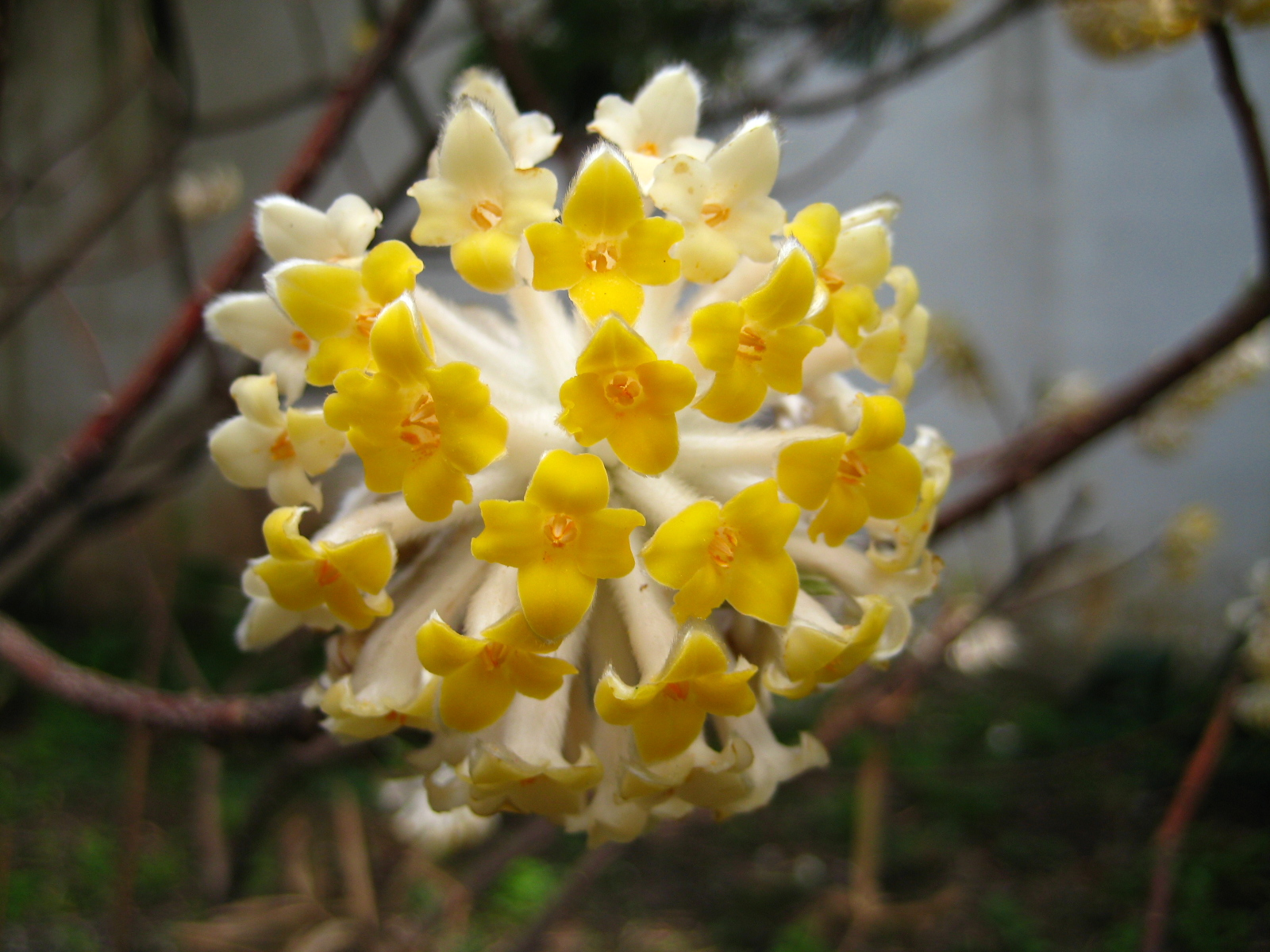
Kwiatostan